# Ipeka-Tapuia
Ipeka-Tapuia (Pato-Tapúya, Ipeca, Ipeca-tapuia, Ipéka-Tapuya, Ypéca-Tapuia, Kumada-minanei, Kumadi-Mnanai, Kumadá) /=‘niños pato’, / skupina Arawakan Indijanaca s rijeke Içana u brazilskoj državi Amazonas koja pripada široj skupini Baníwa do Içana. Populacija: 135 (1976 RC). Svi Ipeka-Tapuia su bilingualni u tucanu. Jezik im se naziva i ipeka-tapuia, pato-tapuya, pato tapuia, cumata, ipeca, pacu, paku-tapuya, payuliene, payualiene, palioariene. Payualieni su porijeklom od Pacú-Tapuya.